# Partido di San Andrés de Giles
Il partido di San Andrés de Giles è un dipartimento (partido) dell'Argentina facente parte della provincia di Buenos Aires. Il capoluogo è San Andrés de Giles.